# آلن زبی
آلن زبی (انگلیسی: Allan Zebie؛ زادهٔ ۲۹ مهٔ ۱۹۹۳) بازیکن فوتبال اهل فرانسه است.